# Rosalind Hursthouse
Mary Rosalind Hursthouse (10 de noviembre de 1943) es una filósofa moral neozelandesa nacida en Gran Bretaña conocida por su trabajo sobre la ética de la virtud. Hursthouse es profesora emérita de filosofía en la Universidad de Auckland. 

## Biografía
Nacida en Bristol, Inglaterra, en 1943, Hursthouse pasó su infancia en Nueva Zelanda. Su tía Mary estudió filosofía y cuando su padre le preguntó de qué se trataba, no pudo entender su respuesta. Rosalind, de 17 años en ese momento, supo de inmediato que también quería estudiar filosofía y se inscribió al año siguiente. Enseñó durante muchos años en la Open University de Inglaterra. Fue directora del Departamento de Filosofía de la Universidad de Auckland de 2002 a 2005. Aunque había escrito una cantidad sustancial anteriormente, Hursthouse entró en la escena filosófica internacional por primera vez en 1990-1991, con tres artículos: 
1. Arational Actions [Acciones racionales], que hizo una ruptura importante con la opinión de que la explicación de la acción por referencia a razones (una "intención") es también una especie de explicación causal de evento en el sentido familiar del trabajo de Donald Davidson. Al mostrar que algunas acciones intencionales genuinas se explican racionalmente, Hursthouse argumenta, por contraejemplo, que la explicación de Davidson de las razones como causas de la acción es errónea. Hursthouse dirige su atención filosófica, y la nuestra, a los tipos de razones solicitadas y dadas por los seres humanos en la explicación del comportamiento humano: el comportamiento de los animales emocionales, racionales, sociales, políticos, lingüísticos y legales.
2. Virtue Theory and Abortion, en el que Hursthouse esbozó la estructura de una nueva versión de la ética de la virtud aristotélica, la defendió contra posibles objeciones y la aplicó al tema del aborto. Ella argumenta que mientras que la mayoría de las discusiones sobre el aborto se enfocan en el tema de quién tiene derecho a tomar decisiones con respecto al feto, una decisión tomada dentro de los derechos de uno podría ser insensible o cobarde, lo que significa que sería éticamente problemático y potencialmente devastador para la persona que toma las decisiones. ella, cualquiera que sea la situación del feto y los derechos reproductivos de la mujer. El artículo, que combina teoría y aplicación, fue un ejemplo temprano del enfoque distintivo de Hursthouse hacia la ética filosófica. Hursthouse demuestra el énfasis de la ética de las virtudes neo-aristotélicas en las vidas de los agentes humanos situados (incluidas las consecuencias de sus acciones), y las capacidades, rasgos de carácter y razones sobresalientes involucrados en actuar realmente bien, o lo mejor posible, dentro de lo que sea. situación en la que un agente puede encontrarse.
3. After Hume's Justice, que ofrecía un relato neo-aristotélico de la justicia social profundamente influenciado por Wittgenstein. Hursthouse demuestra que una filosofía política moderna que prioriza el bien (la virtud y el florecimiento humano) por encima del derecho, y considera que la ética es anterior y continua con la política puede, no obstante, adaptarse a los derechos humanos individuales.[3]

Hursthouse, quien fue asesorada por Elizabeth Anscombe y Philippa Foot, es más conocida como especialista en ética de las virtudes.
El trabajo de Hursthouse está profundamente arraigado en la historia de la filosofía, y especialmente en la ética de Aristóteles, sobre la que ha escrito extensamente. También ha enfatizado la naturaleza práctica de la ética de la virtud en sus libros Beginning Lives and Ethics, Humans and Other Animals. Su contribución más sustancial a la ética moderna de la virtud es su libro Sobre la ética de la virtud, que explora su estructura como una teoría distintiva que guía la acción, la relación entre la virtud, las emociones y la motivación moral, y el lugar de las virtudes dentro de una explicación general del florecimiento humano. También expande la formulación de Hursthouse sobre la acción correcta en términos de lo que una persona virtuosa haría característicamente en una situación específica.
En 2016, Hursthouse fue elegida miembro de la Royal Society de Nueva Zelanda.

## Publicaciones seleccionadas
- "The Central Doctrine of the Mean" ["La Doctrina Central de la Media"] en The Blackwell Guide to Aristotle's Nicomachean Ethics Archivado el 29 de septiembre de 2007 en Wayback Machine., ed. Richard Kraut, Blackwell, 2006, págs. 96-115.
- "Are Virtues the Proper Starting Point for Ethical Theory?" ["¿Son las virtudes el punto de partida adecuado para la teoría ética?"] en Contemporary Debates in Moral Theory, ed. James Dreier, Blackwell, 2006, págs. 99–112.
- 'Virtue Ethics' Enciclopedia de Filosofía en Línea de Stanford, 2003.
- 'Virtue Ethics vs Rule-Consequentialism: A Reply to Brad Hooker', Utilitas vol 14, marzo de 2002, pp. 41-53.
- Ethics, Humans and Other Animals, Routledge, 2000 (escrito como parte de un curso de Open University).
- On Virtue Ethics [Sobre la ética de la virtud], Oxford University Press, 1999. Para ver el relato del autor sobre cómo se escribió este libro, vaya al sitio de OUP.
- 'Virtue and Human Nature' en Hume Studies, número doble, noviembre de 1999 - febrero de 2000.
- 'Intention' en Logic, Cause and Action, ed. Roger Teichmann, Cambridge University Press, 2000.
- 'Virtue Ethics and the Emotions' en Virtue Ethics, ed. Daniel Statman, Edinburgh University Press, 1997.
- 'Hume's Moral and Political Philosophy' en History of Philosophy, vol. 5, British Philosophy and the Enlightenment, ed. Stuart Brown, Routledge, 1996.
- 'The Virtuous Agent's Reasons: a reply to Bernard Williams' en Proceedings of the Keeling Colloquium on Aristotle on Moral Realism, ed. Robert Heinaman, UCL Press, 1995.
- 'Normative Virtue Ethics' en How Should One Live? ed. Roger Crisp, OUP, 1995.
- 'Applying Virtue Ethics' en Virtues and Reasons, Festschrift for Philippa Foot, eds. Rosalind Hursthouse, Gavin Lawrence, Warren Quinn, OUP, 1995.
- 'Arational Actions' en The Journal of Philosophy, vol. LXXXVIII 1991.
- 'Virtue Theory and Abortion' en Philosophy and Public Affairs, vol. 20, 1990-1991.
- 'After Hume's Justice' en Proceedings of the Aristotelian Society, vol. XCL, 1990/91.